# Frank Stallone

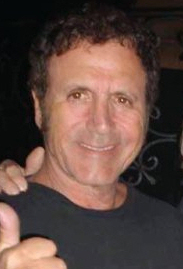
Frank Stallone (Mai 2012)

Frank Stallone (* 30. Juli 1950 in New York City, New York) ist ein US-amerikanischer Schauspieler und Sänger.

## Leben
Er ist der jüngere Bruder des Schauspielers Sylvester Stallone. Sein Vater Frank Stallone Senior (1919–2011) anglisierte den ursprünglich italienischen Familiennamen Staglione, um nicht mit verschiedenen Mitgliedern der New Yorker Unterwelt verwechselt zu werden. Seine Mutter war Jacqueline „Jackie“ Stallone (1921–2020).
Stallone wirkte seit Mitte der 1970er Jahre in mehr als 50 Spielfilmen und Fernsehserien mit und verkaufte zehn Millionen Tonträger. In Europa wurde er vor allem als Sänger bekannt. Seinen größten Hit landete er 1983 mit Far From Over aus dem Soundtrack zum Tanzfilm Staying Alive mit John Travolta, bei dem sein Bruder Sylvester Regie führte.

## Diskografie

### Studioalben
- 1984: Frank Stallone
- 1991: Day in Day Out
- 1993: Close Your Eyes
- 1999: Soft and Low
- 2000: Full Circle
- 2002: Frankie and Billy
- 2002: Stallone on Stallone – By Request
- 2003: In Love in Vain
- 2005: Songs from the Saddle
- 2010: Let Me Be Frank With You

### Singles
| Jahr | Titel Album                                          | Höchstplatzierung, Gesamtwochen, AuszeichnungChartplatzierungen (Jahr, Titel, Album, Platzierungen, Wochen, Auszeichnungen, Anmerkungen) | Höchstplatzierung, Gesamtwochen, AuszeichnungChartplatzierungen (Jahr, Titel, Album, Platzierungen, Wochen, Auszeichnungen, Anmerkungen) | Höchstplatzierung, Gesamtwochen, AuszeichnungChartplatzierungen (Jahr, Titel, Album, Platzierungen, Wochen, Auszeichnungen, Anmerkungen) | Höchstplatzierung, Gesamtwochen, AuszeichnungChartplatzierungen (Jahr, Titel, Album, Platzierungen, Wochen, Auszeichnungen, Anmerkungen) | Höchstplatzierung, Gesamtwochen, AuszeichnungChartplatzierungen (Jahr, Titel, Album, Platzierungen, Wochen, Auszeichnungen, Anmerkungen) | Anmerkungen                          |
| Jahr | Titel Album                                          | DE | AT | CH | UK | US | Anmerkungen                          |
| ---- | ---------------------------------------------------- | --- | --- | --- | --- | --- | ------------------------------------ |
| 1980 | Case of You                                          | — | — | — | — | US67 (6 Wo.)US | Erstveröffentlichung: September 1980 |
| 1983 | Far from Over Frank Stallone / Staying Alive (O.S.T) | DE11 (14 Wo.)DE | — | CH5 (9 Wo.)CH | UK68 (4 Wo.)UK | US10 (16 Wo.)US | Erstveröffentlichung: Juli 1983      |
| 1984 | Darlin’ Frank Stallone                               | — | — | — | — | US81 (4 Wo.)US | Erstveröffentlichung: April 1984     |

Weitere Singles
- 1983: Moody Girl
- 1983: I’m Never Gonna Give You Up (mit Cynthia Rhodes)

## Filme (Auswahl)
- 1976: Rocky
- 1978: Vorhof zum Paradies (Paradise Alley)
- 1979: Rocky II
- 1982: Rocky III – Das Auge des Tigers (Rocky III)
- 1983: Staying Alive
- 1987: Barfly
- 1988: Miami Vice (Fernsehserie, Folge 4x19)
- 1988: Black Scorpion
- 1988: Heart of Midnight – Im Herzen der Nacht (Heart of Midnight)
- 1988: Killing Blue
- 1989: Terror in Beverly Hills
- 1989: Tödliche Safari (Death on Safari)
- 1991: Mörderische Spiele (Lethal Games)
- 1991: Hudson Hawk – Der Meisterdieb (Hudson Hawk)
- 1993: Tombstone
- 1996: Public Enemy
- 2007: Die Gebrüder Weihnachtsmann (Fred Claus)
- 2014: Reach Me
- seit 2015: Transformers: Robots in Disguise (Fernsehserie, Stimme von Thunderhoof)